# Auros
Auros je francouzská obec v departementu Gironde v regionu Akvitánie. V roce 2009 zde žilo 890 obyvatel. Je centrem kantonu Auros.